# Saires-la-Verrerie
Saires-la-Verrerie è un comune francese di 284 abitanti situato nel dipartimento dell'Orne nella regione della Normandia.

## Società

### Evoluzione demografica
Abitanti censiti